# Jullouville
Jullouville è un comune francese di 2 318 abitanti situato nel dipartimento della Manica nella regione della Normandia.
Il comune si è formato nel 1973, dalla riunione dei comuni di Bouillon, Carolles, Saint-Michel-des-Loups et Saint-Pair-sur-Mer. Gli ultimi tre conservavano uno status di "comuni associati". Nel 1978 Saint-Pair-sur-Mer e nel 2000 Carolles si sono resi nuovamente comuni autonomi. Gli abitanti di Saint-Michel-des-Loups fanno parte del cantone di Sartilly, gli altri di quello di Granville, entrambi nella circoscrizione (arrondissement) di Avranches.

## Società

### Evoluzione demografica
Abitanti censiti

## Amministrazione

### Gemellaggi
- Crozet, Francia, dal 1999